# Lee Garim

Lee Garim (nacido en 1943) es un escritor surcoreano.

## Biografía
Lee Garim nació en Yolha, Manchuria. Se graduó y realizó un máster de Literatura francesa en la Universidad Songkyunkwan. Se doctoró en la Universidad de Ruan en Francia. Ha dado clases en la Universidad Soongsil, la Universidad Femenina Sungshin, la Universidad de Ruan y la Universidad Inha. También ha trabajado como productor en MBC de Daejeon, Corea del Sur. También ha sido vicepresidente de la Asociación Coreana de Lengua y Literatura Francesa.

## Obra
Su poesía se caracteriza por el uso exquisito del lenguaje y la cuidada atención a la creación de símbolos poéticos. Su interés por el filósofo francés Gaston Bachelard resulta en la búsqueda de la materialidad a través de la imaginación. Aunque mantiene una actitud nostálgica respecto a la vida armoniosa en su poesía, también maximiza la creatividad lingüística a través del uso de imágenes con fuertes contrastes.
Sus recopilaciones incluyen Edad del hielo (Binghagi, 1973), Con la frente contra la ventana (Yurichangae imareul daego, 1981) y La península triste (Seulpeun bando, 1989). También ha traducido obras de Gaston Bachelard, incluidas La estética de la vela (Chotbul-ui mihak) y Agua y sueños (Mulgwa kkum). Ha sido premiado con el Premio Literario Cheong Chi-yong.
Sus poemas más importantes son "Un libro de litografías de invierno" (Gyeoul panhwajip, 1966) "Cartas de Proust" (Peuruseuteu-ui pyeonji, 1966), "Iris de muchos colores" (Dasaek-ui nundongja, 1969), "Entre las cinco y las siete" (Daseotsiwa ilgopsi sai, 1970), "Vigilantes de la noche" (Yagyeongkkun, 1970), "Una violeta" (Orangkaekkot, 1973), "Hierba" (Ppul, 1979) y "Trompo" (Paengi, 1985).

## Obras en coreano (lista parcial)
- “Un libro de litografías de invierno” (Gyeoul panhwajip, 1966)
- “Cartas de Proust” (Peuruseuteu-ui pyeonji, 1966)
- “Iris de muchos colores” (Dasaek-ui nundongja, 1969)
- “Entre las cinco y las siete” (Daseotsiwa ilgopsi sai, 1970)
- “Vigilantes de la noche” (Yagyeongkkun, 1970)
- “Una violeta” (Orangkaekkot, 1973)
- “Hierba” (Ppul, 1979),
- "Trompo” (Paengi, 1985

## Premios
- Premio de Traducción de PEN Corea
- Premio de Obra Idealista
- Premio de Poesía PEN
- Premio Cheong Chi-Yong[4]